# Климец, Ирина Владимировна
Ирина Владимировна Климец (укр. Ірина Володимирівна Климець; род. 4 октября 1994, Четвертня, Волынская область) — украинская легкоатлетка, специалистка по метанию молота. Выступает на профессиональном уровне с 2010 года, чемпионка Всемирной Универсиады, многократная чемпионка Украины, участница трёх летних Олимпийских игр.

## Биография
Ирина Климец родилась 4 октября 1994 года в селе Четвертня Маневичского района Волынской области. Занималась лёгкой атлетикой в Луцкой районной детско-юношеской спортивной школе и в Луцкой школе высшего спортивного мастерства, была подопечной заслуженного тренера Украины Романа Евгеньевича Черкашина.
Впервые заявила о себе на международном уровне в сезоне 2013 года, когда вошла в состав украинской сборной и выступила в метании молота на Кубке Европы по зимним метаниям в Кастельоне. Позднее в той же дисциплине соревновалась на юниорском европейском первенстве в Риети.
В 2015 году стала седьмой на молодёжном европейском первенстве в Таллине.
Благодаря череде успешных выступлений в 2016 году удостоилась права защищать честь страны на летних Олимпийских играх в Рио-де-Жанейро — в ходе предварительного квалификационного этапа метнула молот на 62,75 метра, чего оказалось недостаточно для выхода в финал.
В 2017 году среди прочего метала молот на чемпионате мира в Лондоне.
В 2018 году выиграла чемпионат Украины в Луцке, впоследствии в течение многих лет удерживала лидерство в зачёте национальных первенств. Помимо этого, заняла 11-е место на чемпионате Европы в Берлине.
В 2019 году выиграла бронзовую медаль на Кубке Европы по метаниям в Шаморине, превзошла всех соперниц на Всемирной Универсиаде в Неаполе, стала третьей на командном чемпионате Европы в Быдгоще, с личным рекордом 73,56 заняла пятое место на чемпионате мира в Дохе, закрыла десятку сильнейших Всемирных военных игр в Ухане. За победу на Универсиаде награждена орденом княгини Ольги III степени.
Принимала участие в Олимпийских играх 2020 года в Токио, в метании молота с результатом 68,29 в финал не вышла.
В 2022 году отметилась выступлением на чемпионате мира в Орегоне, стала шестой на чемпионате Европы в Мюнхене.
В 2023 году выступила на чемпионате мира в Будапеште.
В 2024 году участвовала в чемпионате Европы в Риме и в Олимпийских играх в Париже, в обоих случаях выйти в финал не смогла.